# Валмонтаска (Асти)
Валмонтаска је насеље у Италији у округу Асти, региону Пијемонт.
Према процени из 2011. у насељу је живело 67 становника. Насеље се налази на надморској висини од 155 м.